# Rebecka Lazić
Rebecka Lazić (født 24 september 1994 i Lenhovda, Sverige) er en volleyballspiller, der spiller for Sveriges volleyballlandshold og det franske hold VB Nantes. Hun har været professionel siden 2012 og spillet i flere forskellige europæiske lande. Rebecka er tvillingesøster til Alexandra Lazić, der også spiller volleyball på eliteniveau.
Lazic voksede op i Arlöv med forældre fra Serbien. Som ung spillede hun tennis og svømmede, indtil hun som 12-årig blev rådet til at spille volleyball på grund af sin højde. Hun spillede først for Svedala VBK, inden hun startede på volleyballgymnasiet i Falköping og spillede med RIG Falköping. Hun gik i gymnasiet i to år, men forlod det i 2012 for at spille i den franske eliteklub RC Cannes.